# Kszatrija
Kszatrija (dewanagari क्षत्रिय, trl. kṣatriya) – członek drugiej najwyższej warny w hinduizmie. Należeli do niej rycerze oraz władcy i rządcy. Głównym celem, do którego powinien dążyć kszatrija jest dharma. 
Bhagawadgita wymienia cechy, jakimi kszatrijowie winni się odznaczać:

Dzielność, męstwo, hart, dostojeństwo, silna wola, szybkość decyzji, zręczność, stanowczość, a także niezdolność do ucieczki z pola bitwy; szlachetność, hojność, wielkoduszność oraz dar rządzenia - oto powołanie kszatrii, z jego własnej płynące natury.

Czasami za ojca warny kszatrijów uważano mędrca Angirasa (Manusmryti, III,198), również wywodzeni z ramion Puruszy.